# 200 mètres en Coupe d'Europe des nations d'athlétisme
 (avril 2023).
Si vous disposez d'ouvrages ou d'articles de référence ou si vous connaissez des sites web de qualité traitant du thème abordé ici, merci de compléter l'article en donnant les références utiles à sa vérifiabilité et en les liant à la section « Notes et références ».
Le 200 m a été disputé durant toute l'existence de la Coupe d'Europe d'athlétisme, entre 1965 et 2008.
Les vainqueurs individuels en sont :
- 1965 : Josef Schwarz (FRG) 21 s 1
- 1967 : Jean-Claude Nallet (FRA) 20 s 9
- 1970 : Siegfried Schenke (GDR) 20 s 7
- 1973 : Chris Monk (GBR) 21 s 00
- 1975 : Pietro Mennea (ITA) 20 s 42
- 1977 : Eugen Ray (GDR) 20 s 86
- 1979 : Allan Wells (GBR) 20 s 29
- 1981 : Frank Emmelmann (GDR) 20 s 33
- 1983 : Allan Wells (GBR) 20 s 72
- 1985 : Frank Emmelmann (GDR) 20 s 23
- 1987 : Linford Christie (GBR) 20 s 63
- 1989 : John Regis (GBR) 20 s 62
- 1991 : Jean-Charles Trouabal (FRA) 20 s 60
- 1993 : John Regis (GBR) 20 s 38
- 1994 : Linford Christie (GBR) 20 s 67
- 1995 : Linford Christie (GBR) 20 s 11
- 1996 : Linford Christie (GBR) 20 s 25
- 1997 : Linford Christie (GBR) 20 s 56
- 1998 : Douglas Walker (GBR) 20 s 42
- 1999 : Marcin Urbaś (POL) 20 s 34
- 2000 : Christian Malcolm (GBR) 20 s 45
- 2001 : Konstadínos Kedéris (GRE) 20 s 31
- 2002 : Marlon Devonish (GBR) 20 s 27
- 2003 : Konstadínos Kedéris (GRE) 20 s 37
- 2004 : Christian Malcolm (GBR) 20 s 56
- 2005 : Christian Malcolm (GBR) 20 s 15
- 2006 : Christian Malcolm (GBR) 20 s 29
- 2007 : Marlon Devonish (GBR) 20 s 33 (devant David Alerte (FRA), 20 s 34)